# Кир (Иран)
Кир (перс. قیر‎) — город на юге Ирана, в провинции Фарс. Административный центр шахрестана  Кир и Карзин. По данным переписи, на 2006 год население составляло 16 839 человек.

## География
Город находится в южной части Фарса, в горной местности юго-восточного Загроса, на высоте 771 метра над уровнем моря.
Кир расположен на расстоянии приблизительно 130 километров к юго-юго-востоку (SSE) от Шираза, административного центра провинции и на расстоянии 810 километров к юго-юго-востоку от Тегерана, столицы страны.